# جينيث بيدويا ليما
جينيث بيدويا ليما (بالإنجليزية: Jineth Bedoya Lima)‏ (1974- ) صحفية استقصائية من كولومبيا. وحاصلة على جائزة اليونسكو/غيليرمو كانو العالمية لحرية الصحافة 2020. عرفت ليما بتغطيتها النزاع المسلح في كولومبيا، والتحقيق في قضايا العنف الجنسي ضد المرأة. عملت في صحيفة (الاسبيكتادور) اليومية، وصحيفة (التيمبو). تعرضت خلال مسيرتها المهنية لعمليتي اختطاف، أولها في عام 2000 حيث اختطفت وأُعتدي عليها جنسيّا بسبب تحقيقها في قضية تهريب أسلحة. وخطفت المرة الثانية على يد ميليشيات القوات المسلحة الثورية الكولومبية السابقة. جينيث حاصلة أيضًا على جائزة نساء الشجاعة الدولية في عام 2012.